# Атаншинський сільський округ
Атанши́нський сільський округ (каз. Атанши ауылдық округі, рос. Атаншинский сельский округ) — адміністративна одиниця у складі Аральського району Кизилординської області Казахстану. Адміністративний центр та єдиний населений пункт — село Жинішкекум.
Населення — 435 осіб (2021; 656 у 2009, 577 у 1999, 1385 у 1989).
Станом на 1989 рік існувала Жинішкекумська сільська рада (села Атанші, Женішкекум, Токабай). 1993 року села Атанші та Жинішкекум відійшли до складу Каракумського сільського округу, після 1999 року — утворили окремий Атаншинський сільський округ. 2018 року було ліквідовано село Атанші.

## Склад
До складу округу входять такі населені пункти:
| Населений пункт  | Колишні назви | Населення, осіб (1989) | Населення, осіб (1999) | Населення, осіб (2009) | Населення, осіб (2021) |
| ---------------- | ------------- | ---------------------- | ---------------------- | ---------------------- | ---------------------- |
| Атанші, село     | -             | 424                    | 124                    | 353                    | -                      |
| Жинішкекум, село | Женішкекум    | 961                    | 453                    | 303                    | 435                    |